# Ралі Дакар 2017
Марафонський ралі-рейд Дакар-2017 (англ. «2017 Dakar Rally») — 39-й загалом і дев'ятий поспіль ралі-рейд «Дакар», який відбувається за межами Африки, на території трьох країн Південної Америки — Парагваю, Болівії та Аргентини.
Змагання проходять у чотирьох категоріях — автомобілі, мотоцикли, квадроцикли і вантажівки.
В 13-й раз став переможцем Дакара Стефан Петерансель (7 - в класі позашляховиків і 6 - в класі мотоциклів). Едуард Ніколаєв на вантажівці КАМАЗ став дворазовим переможцем ралі-рейд, а Сем Сандерленд і Сергій Карякін відсвяткували свої дебютні перемоги.

## Етапи
Переможці етапів
| Стадія | Дата     | Старт                  | Фініш                  | Мотоцикли       | Мотоцикли       | Мотоцикли                                  | Квадроцикли                                | Автомобілі      | Автомобілі      | Автомобілі                 | Вантажні автомобілі | Вантажні автомобілі | Вантажні автомобілі          | Мотовсюдиходи   | Мотовсюдиходи   | Мотовсюдиходи          |
| Стадія | Дата     | Старт                  | Фініш                  | Км              | Км              | Переможець                                 | Переможець                                 | Км              | Км              | Переможець                 | Км                  | Км                  | Переможець                   | Км              | Км              | Переможець             |
| ------ | -------- | ---------------------- | ---------------------- | --------------- | --------------- | ------------------------------------------ | ------------------------------------------ | --------------- | --------------- | -------------------------- | ------------------- | ------------------- | ---------------------------- | --------------- | --------------- | ---------------------- |
| 1      | 2 січня  | Асунсьйон              | Ресістенсія            | 454             | 39              | Хуан Педрери Гарсія Шерком                 | Марсело Медейрос Yamaha                    | 454             | 39              | Насер Аль Атіях Toyota     | 454                 | 39                  | Мартін Коломи Tatra          | 454             | 39              | Равіль Маганов Поляріс |
| 2      | 3 січня  | Ресістенсія            | Сан-Мігель-де-Тукуман  | 803             | 275             | Тобі Прайс KTM                             | Пабло Копетті Yamaha                       | 803             | 275             | Себастьян Льоб Пежо        | 812                 | 284                 | Мартін ван ден Брінк Рено    | 803             | 275             | Mao Ruijin Поляріс     |
| 3      | 4 січня  | Сан-Мігель-де-Тукуман  | Сан-Сальвадор-де-Жужуй | 780             | 364             | Джон Барреда Honda                         | Гастон Гонсалес Yamaha                     | 780             | 364             | Стефан Петерансель Peugeot | 757                 | 199                 | Едуард Ніколаєв КамАЗ        | 780             | 364             | Mao Ruijin Поляріс     |
| 4      | 5 січня  | Сан-Сальвадор-де-Жужуй | Тупіса                 | 521             | 416             | Джон Барреда Honda                         | Даніель Домашевський Honda                 | 521             | 416             | Депре Сиріль Peugeot       | 521                 | 416                 | Айрат Мардеєв КамАЗ          | 521             | 416             | Mao Ruijin Поляріс     |
| 5      | 6 січня  | Тупіса                 | Оруро (Болівія)        | 692             | 447 219         | Сем Сандерленд KTM                         | Kees Koolen Barren Racer                   | 692             | 447 219         | Себастьян Льоб Peugeot     | 683                 | 438 219             | Жерар де Рой Iveco           | 692             | 447 219         | Равіль Маганов Polaris |
| 6      | 7 січня  | Оруро                  | Ла-Пас                 | 786             | 527             | Шостий етап скасований через погану погоду | Шостий етап скасований через погану погоду | 786             | 527             | Етап скасований            | 772                 | 513                 | Етап скасований              | 786             | 527             | Етап скасований        |
|        | 8 січня  | Ла-Пас                 | Ла-Пас                 | День відпочинку | День відпочинку | День відпочинку                            | День відпочинку                            | День відпочинку | День відпочинку | День відпочинку            | День відпочинку     | День відпочинку     | День відпочинку              | День відпочинку | День відпочинку | День відпочинку        |
| 7      | 9 січня  | Ла-Пас                 | Уюні                   | 622 801         | 322 161         | Ріккі Брабець Honda                        | Сергій Карякін Yamaha                      | 622 801         | 322 161         | Стефан Петерансель Peugeot | 622 801             | 322 161             | Дмитрій Сотников КамАЗ       | 622 801         | 322 161         | Равіль Маганов Polaris |
| 8      | 10 січня | Уюні                   | Сальта (Аргентина)     | 892             | 492 419         | Джоан Барреда Honda                        | Ігнасіо Касалє Yamaha                      | 892             | 492 419         | Себастьян Льоб Peugeot     | 892                 | 492 419             | Мартін ван ден Брінк Renault | 892             | 492 419         | Чи Донгшенг Polaris    |
| 9      | 11 січня | Сальта                 | Чілесіто               | 977             | 406             | Етап скасований через зсув                 | Етап скасований через зсув                 | 977             | 406             | Етап скасований            | 977                 | 406                 | Етап скасований              | 977             | 406             | Етап скасований        |
| 10     | 12 січня | Чілесіто               | Сан-Хуан               | 751             | 449             | Джоан Барреда Honda                        | Сергій Карякін Yamaha                      | 751             | 449             | Стефан Петерансель Peugeot | 751                 | 449                 | Едуард Ніколаєв КамАЗ        | 751             | 449             | Ван Фуджанг Polaris    |
| 11     | 13 січня | Сан-Хуан               | Ріо-Кварто             | 754             | 288             | Джоан Барреда Honda                        | Сергій Карякін Yamaha                      | 759             | 292             | Себастьян Льоб Peugeot     | 754                 | 288                 | Едуард Ніколаєв КамАЗ        | 759             | 292             | Леандро Торрес Polaris |
| 12     | 14 січня | Ріо-Кварто             | Буенос-Айрес           | 786             | 64              | Едріан Ван Беверен Yamaha                  | Ігнасіо Касілє Yamaha                      | 786             | 64              | Себастьян Льоб Peugeot     | 786                 | 64                  | Едуард Ніколаєв КамАЗ        | 786             | 64              | Равіль Маганов Polaris |

Примітки
- П'ятий етап скорочений через погану погоду (скасований другий тайм сектор).
- Шостий етап скасований через погану погоду.
- Сьомий етап змінений маршрут через погану погоду[2]
- Восьмий етап скорочений через погані погодні умови (другий сектор, скасовано лише для вантажівок).
- Дев'ятий етап скасований через зсув.

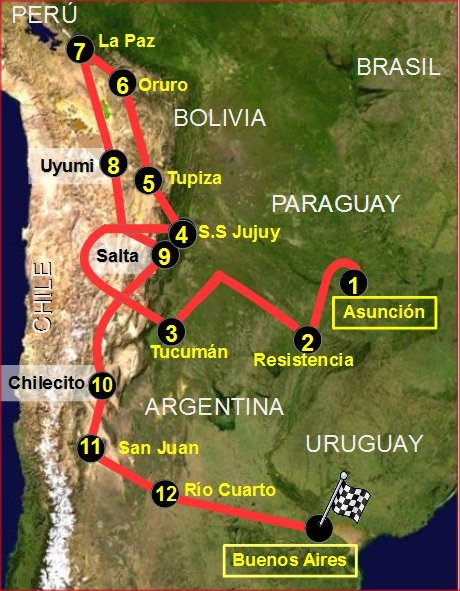
Схематичний маршрут ралі-рейду «Дакар-2017»

## Перший етап
Асунсьйон — Ресістенсія
- Загальна довжина: 454 км
- Спецділянка: 39 км

Розпочався Дакар-2017 у парагвайській столиці Асунсьйон. Парагвай став 29-ю країною, яка приймає гонку.
У понеділок 2 січня першим переможцем став мотогонщик француз Ксав'є де Султре.
Позашляховики. Результати першого етапу:
1. Нассер Аль-Аттія («Тойота»)
2. Хав'єр Понс («Форд») +0:24
3. Нані Рома («Тойота») +0:29
4. Карлос Сайнс («Пежо») +0:33
5. Джініел де Вільєрс («Тойота») +0:41

Вантажівки
1. Мартін Коломи («Татра») — 30:00
2. Тон ван Генугтен («Івеко») +0:13
3. Мартін ван ден Брінк («Рено») +0:25
4. Алеш Лопрайс («Татра») +0:31
5. Жерар де Рой («Івеко») +0:42

Мотоцикли
1. Шав'єр де Султре («Ямаха»)
2. Хуан Педрери Гарсія («Шерком») +0:07
3. Ріккі Брабек («Хонда») +0:10
4. Мікаель Метж («Хонда») +0:18
5. Паулу Гонсалвіш («Хонда») +0:20

Квадроцикли
1. Марсело Медейрос («Ямаха»)
2. Гастон Гонсалес («Ямаха») +1:02
3. Нельсон Аугусто Санабрія Галеано («Ямаха») +1:39
4. Пабло Копетті («Ямаха») +1:44
5. Аксель Дютру («Ямаха») +1:54

Мотовсюдиходи
1. Тім Коронел («Сузукі») — 33:13
2. Том Коронел («Сузукі») +1:05
3. Равіль Маганов («Поларіс») +1:19
4. Андреу Качафейро Відаль («Ямаха») +1:49
5. Сантьяго Наварро («Ямаха») +2:00[3].

## Другий етап
Ресістенсія — Сан-Мігель-де-Тукуман
- Загальна довжина: 803 км (812 км для вантажівок)
- Спецділянка: 275 км (284 км для вантажівок)

Гонщики покинули Парагвай і переїхали в Аргентину. Довжина спецділянки різко збільшиться (284 км для вантажівок, 275 км для всіх інших).
Позашляховики
1. Себастьян Льоб («Пежо») 2:06:55
2. Насер Аль Атіях («Тойота») +1:23
3. Карлос Сайнс («Пежо») +2:18

Загальний залік після другого дня:
1. Себастьян Льоб («Пежо») 2:33:31
2. Насер Аль Атіях («Тойота») +0:28
3. Карлос Сайнс («Пежо») +1:56

Вантажівки
1. Мартін ван ден Брінк («Рено») 2:37:08
2. Дмитро Сотников (КАМАЗ) +2:03
3. Пітер Верслёйс (МАН) +2:52

Загальний залік після другого дня:
1. Мартін ван ден Брінк («Рено») 3:07:33
2. Дмитро Сотников (КАМАЗ) +3:09
3. Мартін Коломі («Татра») +3:11

Мотоцикли
1. Тобі Прайс («KTM») 2:37:32
2. Паулу Гонсалвіш («Хонда») +3:51
3. Шав'єр де Султре («Ямаха») +4:06

Загальний залік після другого дня:
1. Тобі Прайс («KTM») 3:07:17
2. Паулу Гонсалвіш («Хонда») +2:54
3. Сем Сандерленд («KTM») +3:23

Квадроцикли
1. Пабло Копетті («Ямаха») 3:14:29
2. Нельсон Аугусто Санабрія Галеано («Ямаха») +1:59
3. Аксель Дютру («Ямаха») +5:31

Загальний залік після другого дня:
1. Пабло Копетті («Ямаха») 3:49:06
2. Нельсон Аугусто Санабрія Галеано («Ямаха») +1:54
3. Марсело Медейрос («Ямаха») +4:20[4].

## Третій етап
Сан-Мігель-де-Тукуман — Сан-Сальвадор-де-Жужуй
- Загальна довжина: 780 км (757 км для вантажівок)
- Спецділянка: 364 км (199 км для вантажівок)

Цей етап гонки буде виключно позашляховим. Гонщики перетинали річки, кожна з яких може стати пасткою через невідому глибину.
Результати:
Позашляховики
1. Стефан Петерансель («Пежо») — 4:18:17
2. Карлос Сайнс («Пежо») +01:54
3. Себастьян Льоб («Пежо») +3:08

Загальний залік після третього дня
1. Себастьян Льоб («Пежо») — 6:54:56
2. Карлос Сайнс («Пежо») +0:42
3. Стефан Петерансель («Пежо») +4:18

Вантажівки
1. Едуард Ніколаєв (КАМАЗ) — 2:45:51
2. Мартін Коломи («Татра») +0:48
3. Тон ван Генугтен («Івеко») +1:01

Загальний залік після третього дня:
1. Едуард Ніколаєв (КамАЗ) — 5:57:56
2. Мартін Коломиї (Tatra) +02:27
3. Федеріко Вільягра (Iveco) +04:07

Мотоцикли
1. Хоан Барреда Борт («Хонда») — 4:22:41
2. Сем Сандерленд («KTM») +13:29
3. П'єр Олександр Рене («Хускварна») +16:30

Загальний залік після третього дня:
1. Хоан Барреда Борт («Хонда») — 7:35:30
2. Сем Сандерленд («KTM») +11:20
3. Паулу Гонсалвіш («Хонда») +14:42

Квадроцикли
1. Гастон Гонсалес («Ямаха») — 5:58:39
2. Ігнасіо Касале («Ямаха») +: 04: 41
3. Йозеф Махачек («Ямаха») +09: 56

Загальний залік після третього дня:
1. Ігнасіо Касале («Ямаха») — 9:58:51
2. Гастон Гонсалес («Ямаха») +4:37
3. Пабло Себастьян Копетті («Ямаха») +18:06[5].

## Четвертий етап
Сан-Сальвадор-де-Жужуй — Тупіса
- Загальна довжина: 521 км
- Спецділянка: 416 км

Учасники ралі покинули Аргентину і попрямували в Болівію, по території якої пройде значна частина ралі-рейду. Саме тут гонщики піднялись на висоту близько 3500 м над рівнем моря. Подолання бездоріжжя і дюн — обов'язкова частина програми цього етапу.
Позашляховики
1. Сіріль Депре («Пежо») 4:22:55
2. Мікко Хірвонен («Міні») +10:51
3. Нані Рома («Тойота») +12:51

Загальний залік після четвертого дня:
1. Сіріль Депре («Пежо») 11:33:16
2. Стефан Петерансель («Пежо») +4:08
3. Мікко Хірвонен («Міні») +5:04

Вантажівки
1. Жерар де Рой («Івеко») — 4:55:55
2. Айрат Мардєєв (КАМАЗ) +0:30
3. Антон Шибалов (КАМАЗ) +3:07

Загальний залік після четвертого дня:
1. Дмитро Сотников (КАМАЗ) — 11:12:40
2. Федеріко Вільягра («Івеко») +1:55
3. Едуард Ніколаєв (КАМАЗ) +4:40

Мотоцикли
1. Маттіас Валькнер («KTM») — 4:57:22
2. Хоан Барреда Борт («Хонда») +2:02
3. Мікаель Метж («Хонда») +3:18

Загальний залік після четвертого дня:
1. Пабло Кінтанілья («Хускварна»)
2. Маттіас Валькнер ("KTM) +2: 07
3. Стефан Світко («KTM») +5:52

Квадроцикли
1. Вальтер Носілья («Хонда») — 6:06:22
2. Сергій Карякін («Ямаха») — +11:28
3. Даніель Домашевські («Хонда») — +19:12

Загальний залік після четвертого дня:
1. Сергій Карякін («Ямаха») — 16:18:42
2. Ігнасіо Касале («Ямаха») — +0:28
3. Симон Вітсен («Ямаха») — +3:00[6].

## П'ятий етап
Тупіса — Оруро
- Загальна довжина: 692 км (683 км для вантажівок)
- Спецділянка: 447 км (438 км для вантажівок)

Через погодні умови організатори гонки скоротили маршрут до 219 км.
Позашляховики
1. Себастьян Льоб («Пежо») 2:24:03
2. Нані Рома («Тойота») +0:44
3. Стефан Петерансель («Пежо») +1:31

Загальний залік після п'ятого дня:
1. Стефан Петерансель («Пежо») +14:02
2. Себастьян Льоб («Пежо») +1:09
3. Сіріль Депре («Пежо») +4:54

Вантажівки
1. Жерар де Рой («Івеко») 2:39:12
2. Едуард Ніколаєв (КАМАЗ) +11:58
3. Айрат Мардеєв (КАМАЗ) +14:04

Загальний залік після п'ятого дня:
1. Жерар де Рой («Івеко») 14:06:07
2. Едуард Ніколаєв (КАМАЗ) +2:23
3. Дмитро Сотников (КАМАЗ) +6:36

Мотоцикли
1. Сем Сандерленд («KTM») 2:21:54
2. Адрієн ван Беверен («Ямаха») +7:19
3. Хуан Педрери Гарсія («Шерком») +9:31

Загальний залік після п'ятого дня:
1. Сем Сандерленд («KTM») 15:22:05
2. Пабло Кінтанілья («Хускварна») +12:00
3. Адрієн ван Беверен («Ямаха») +16:07

Квадроцикли
1. Кес Колен («Баррен») 2:57:43
2. Густаво Гальєго («Ямаха») +7:06
3. Симон Вітсен («Ямаха») +12:57

Загальний залік після п'ятого дня:
1. Симон Вітсен («Ямаха») 19:32:22
2. Сергій Карякін («Ямаха») +8:14
3. Аксель Дютру («Ямаха») +10:35[7].

## Етап 6
Оруро — Ла-Пас
Скасований через погану погоду
Перший тиждень «Дакара» 2017 закінчиться епічною боротьбою за лідерство поблизу мальовничих пейзажів озера Тітікака.

## Сьомий етап
Ла-Пас — Уюні
- Загальна довжина: 622 км
- Спецділянка: 322 км

Позашляховики
1. Стефан Петерансель («Пежо») — 1:54:08
2. Себастьян Льоб («Пежо») +0:48
3. Джініел де Вільєрс («Тойота») +3:33

Загальний залік після сьомого дня:
1. Стефан Петерансель («Пежо») — 15:57:06
2. Себастьян Льоб («Пежо») +1:57
3. Нані Рома («Тойота») +11:07

Вантажівки
1. Дмитро Сотников (КАМАЗ) — 1:41:35
2. Тон ван Генугтен («Івеко») +2:51
3. Федеріко Вільягра («Івеко») +3:37

Загальний залік після сьомого дня:
1. Жерар де Рой («Івеко») — 15:52:07
2. Дмитро Сотников (КАМАЗ) +2:11
3. Едуард Ніколаєв (КАМАЗ) +5:57

Мотоцикли
1. Ріккі Брабек («Хонда») — 2:02:05
2. Паулу Гонсалвіш («Хонда») +1: 44
3. Сем Сандерленд («КТМ») +4: 43

Загальний залік після сьомого дня:
1. Сем Сандерленд («КТМ») — 17:28:53
2. Пабло Кінтанілья («Хускварна») +17:45
3. Адрієн ван Беверен («Ямаха») +22:16

Квадроцикли
1. Сергій Карякін («Ямаха») — 2:32:49
2. Аксель Дютру («Ямаха») +2:59
3. Ігнасіо Касале («Ямаха») +9:36

Загальний залік після сьомого дня:
1. Сергій Карякін («Ямаха») — 22:13:25
2. Симон Витс («Ямаха») +5:16
3. Аксель Дютру («Ямаха») +5:20[8].

Команди взяли курс на висохле озеро Уюні — найбільший солончак у світі.

## Етап 8
Уюні — Сальта
- Загальна довжина: 892 км
- Спецділянка: 492 км

Мотоцикли
1. Хоан Барреда Борт (Іспанія, "Хонда") – 4:28:21
2. Маттіас Валькнер (Австрія, КТМ) +00:3:51
3. Сем Сандерленд (Нова Зеландія, КТМ) +00:3:54

Загальний залік після восьмого дня:
1. Сем Сандерленд («KTM») 22:01:08
2. Пабло Кінтанілья («Хускварна») +20:58
3. Адрієн ван Беверен («Ямаха») +28:49

Квадроцикли
1. Ігнасіо Касале (Чилі, "Ямаха") – 5:26:46
2. Сергій Карякін (Росія, "Ямаха") + 00:05:39
3. Аксель Дютру (Франція, "Ямаха") + 00:07:16

Загальний залік після восьмого дня:
1. Сергій Карякін («Ямаха») 27:45:50
2. Аксель Дютру («Ямаха») +6:57
3. Ігнасіо Касале («Ямаха») +10:19

Позашляховики
1. Себастьян Льоб (Франція, "Пежо") 4:11:02
2. Стефан Петерансель (Франція, "Пежо") +3:35
3. Сіріль Депре (Франція, "Пежо") +5:13

Загальний залік після восьмого дня:
1. Себастьян Льоб («Пежо») 20:10:05
2. Стефан Петерансель («Пежо») +1:38
3. Сіріль Депре («Пежо») +17:17

Мотовсюдиходи
1. Лі Донгшенг (Китай, "Поляріс") – 6:30:15
2. Леандро Торрес (Бразилія, "Поляріс") + 00:08:01
3. Равіль Маганов (Росія, "Поляріс") + 00:20:46

Вантажівки
1. Мартін ван ден Брінк (Голландія, "Рено") – 1:55:20
2. Федеріко Вільягра (Аргентина, "Івеко") + 00:00:17
3. Едуард Ніколаєв (Росія, КамАЗ) + 00:00:42

Загальний залік після сьомого дня:
1. Дмитро Сотников (КАМАЗ) 17:52:20
2. Едуард Ніколаєв (КАМАЗ) +1:46
3. Жерар де Рой («Івеко») +2:20[9].

Змагання повернуться в Аргентину

## Етап 9
Сальта — Чілесіто
- Загальна довжина: 977 км
- Спецділянка: 406 км

Найдовший етап «Дакара» був скасований через зсув. Він був викликаний дощами і вітрами, які пройшли напередодні. До того ж, спецділянка на 98 % складається з бездоріжжя.

## Етап 10
Чилесито — Сан-Хуан
- Загальна довжина: 751 км
- Спецділянка: 449 км

Мотоцикли
1. Хоан Барреда Борт (Іспанія, «Хонда») — 5:49:45
2. Стефан Світко (Словаччина, RNV) + 00:00:24
3. Франко Каімі (Аргентина, «Хонда») + 00:03:48

Загальний залік після десятого дня:
1. Сем Сандерленд («KTM») 28:07:59
2. Маттіас Валькнер («KTM») +30:01
3. Херрард Фаррес Гуель («KTM») +38:43

Квадроцикли:
1. Сергій Карякін (Росія, «Ямаха») — 6:52:43
2. Ігнасіо Касале (Чилі, «Ямаха») + 00:10:46
3. Сантьяго Хансен (Аргентина, «Хонда») + 1:26:26

Загальний залік після десятого дня:
1. Сергій Карякін («Ямаха») 34:38:33
2. Ігнасіо Касале («Ямаха») +21: 05
3. Пабло Себастьян Копетті («Ямаха») + 3:34:21

Позашляховики:
1. Стефан Петерансель / Жан-Поль Коттре (Франція, «Пежо») — 4:47:00
2. Себастьян Льоб / Даніель Елена (Франція / Монако, «Пежо») + 00:07:28
3. Сіріль Депре / Давид Кастера (Франція, «Пежо») + 00:10:01

Загальний залік після десятого дня:
1. Стефан Петерансель («Пежо») — 24:58:43
2. Себастьян Льоб («Пежо») +5:50
3. Сіріль Депре («Пежо») +25:40

Вантажівки:
1. Едуард Ніколаєв (Росія, КАМАЗ) — 5:33:06
2. Дмитро Сотников (Росія, КАМАЗ) + 00:07:01
3. Айрат Мардеев (Росія, КАМАЗ) + 00:07:41

Загальний залік після десятого дня:
1. Едуард Ніколаєв (КАМАЗ) 23:27:12
2. Дмитро Сотников (КАМАЗ) +5:15
3. Жерар де Рой («Івеко») +24:17[10].

## Етап 11
Сан-Хуан — Ріо-Кварто
- Загальна довжина: 754 км (759 км для автомобілів)
- Спецділянка: 288 км (292 для автомобілів)

Мотоцикли:
1. Хоан Барреда Борт (Іспанія, "Хонда") – 03:16:57
2. Паулу Гонсалвіш (Португалія, "Хонда") + 00:01:50
3. Адрієн ван Беверен (Голландія, "Ямаха") + 00:05:28

Загальний залік після одинадцятого дня:
1. Сем Сандерленд («KTM») 31:34:11
2. Маттіас Валькнер («KTM») +33: 09
3. Адрієн ван Беверен («Ямаха») +37: 10

Квадроцикли:
1. Сергій Карякін (Росія, "Ямаха") – 03:58:22
2. Рафал Сонік (Польща, "Ямаха") + 00:23:49
3. Нельсон Галеано (Парагвай, "Ямаха") + 00:36:08

Загальний залік після одинадцятого дня:
1. Сергій Карякін («Ямаха») 38:36:55
2. Ігнасіо Касале («Ямаха») +1:16:24
3. Пабло Себастьян Копетті («Ямаха») +4:21:06

Позашляховики:
1. Себастьян Льоб / Даніель Елена (Франція / Монако, "Пежо") + 03:21:15
2. Стефан Петерансель / Жан-Поль Коттре (Франція, "Пежо") – 00:00:18
3. Орландр Терранова / Андреас Шульц (Аргентина / Німеччина, "Міні") + 00:06:37

Загальний залік після одинадцятого дня:
1. Стефан Петерансель («Пежо») 28:20:16
2. Себастьян Льоб («Пежо») +5:32
3. Сіріль Депре («Пежо») +32:54

Вантажівки:
1. Едуард Ніколаєв (Росія, КАМАЗ) – 03:56:47
2. Федеріко Вильягра (Аргентина, "Івеко") + 00:00:52
3. Айрат Мардеев (Росія, КАМАЗ) + 00:09:53

Загальний залік після одинадцятого дня:
1. Едуард Ніколаєв (КАМАЗ) 27:23:59
2. Дмитро Сотников (КАМАЗ) +17:09
3. Жерар де Рой («Івеко») +38:58[11].

## Етап 12
Ріо-Куарто — Буенос-Айрес
- Загальна довжина: 786 км
- Спецділянка: 64 км[12].

Позашляховики
1. Себастьян Льоб («Пежо») - 28:55
2. Стефан Петерансель («Пежо») +0:19
3. Джініел де Вільєрс («Тойота») +0:30

Підсумковий загальний залік:
1. Стефан Петерансель («Пежо») - 28:49:30
2. Себастьян Льоб («Пежо») +5:13
3. Сіріль Депре («Пежо») +33:28

Вантажівки
1. Едуард Ніколаєв (КАМАЗ) - 34:25
2. Айрат Мардеев (КАМАЗ) +0:33
3. Федеріко Вільягра («Івеко») +1:25

Підсумковий загальний залік:
1. Едуард Ніколаєв (КАМАЗ) 27:58:24
2. Дмитро Сотников (КАМАЗ) +18:58
3. Жерар де Рой («Івеко») +41:19

Мотоцикли
1. Адрієн Беверен ван («Ямаха») - 30:29
2. Херрард Фаррес Гуель («КТМ») - 30:29
3. Хоан Барреда Борт («Хонда») +0:18

Підсумковий загальний залік:
1. Сем Сандерленд («КТМ») 32:06:22
2. Маттіас Валькнер («КТМ») +32:00
3. Херрард Фаррес Гуель («КТМ») +35:40

Квадроцикли
1. Ігнасіо Касале («Ямаха») - 40:24
2. Деніель Домашевських («Хонда») +0:42
3. Пабло Копетті («Ямаха») +0:46

Підсумковий загальний залік:
1. Сергій Карякін («Ямаха») - 39:18:52
2. Ігнасіо Касале («Ямаха») +1:14:51
3. Пабло Себастьян Копетті («Ямаха») +4:20:09[13].